# Палестинці
Палестинці (араб. الفلسطينيون,al-filasTīnīyyūn, івр. פלסטינים) або палестинські араби — арабська етнічно-культурна група, що проживає в Палестині (на Західному березі річки Йордан секторі Газа, Галілеї і в Зайорданні). Загальна чисельність становить 9.6 млн осіб (станом на 2003 рік), з них 4.8 мільйонів проживає в діаспорі.
Палестинські араби становлять основну частину населення на території, контрольованій Палестинською національною адміністрацією (ПНА) (3,761 млн ос.) і в Йорданії (1,9 млн). Крім того, вони проживають в Ізраїлі (1,54 млн) і інших державах близькосхідного регіону — Сирії (573 тис.), Лівані (405 425) та ін. Також існують їхні численні громади в деяких американських країнах — Чилі (500 тис.), США (67,8 тис.), Гондурасі (54 тис.), Бразилії (50 тис.) і ін.
Дотримуються мусульманського та християнського віросповідань.

## Самовизначення

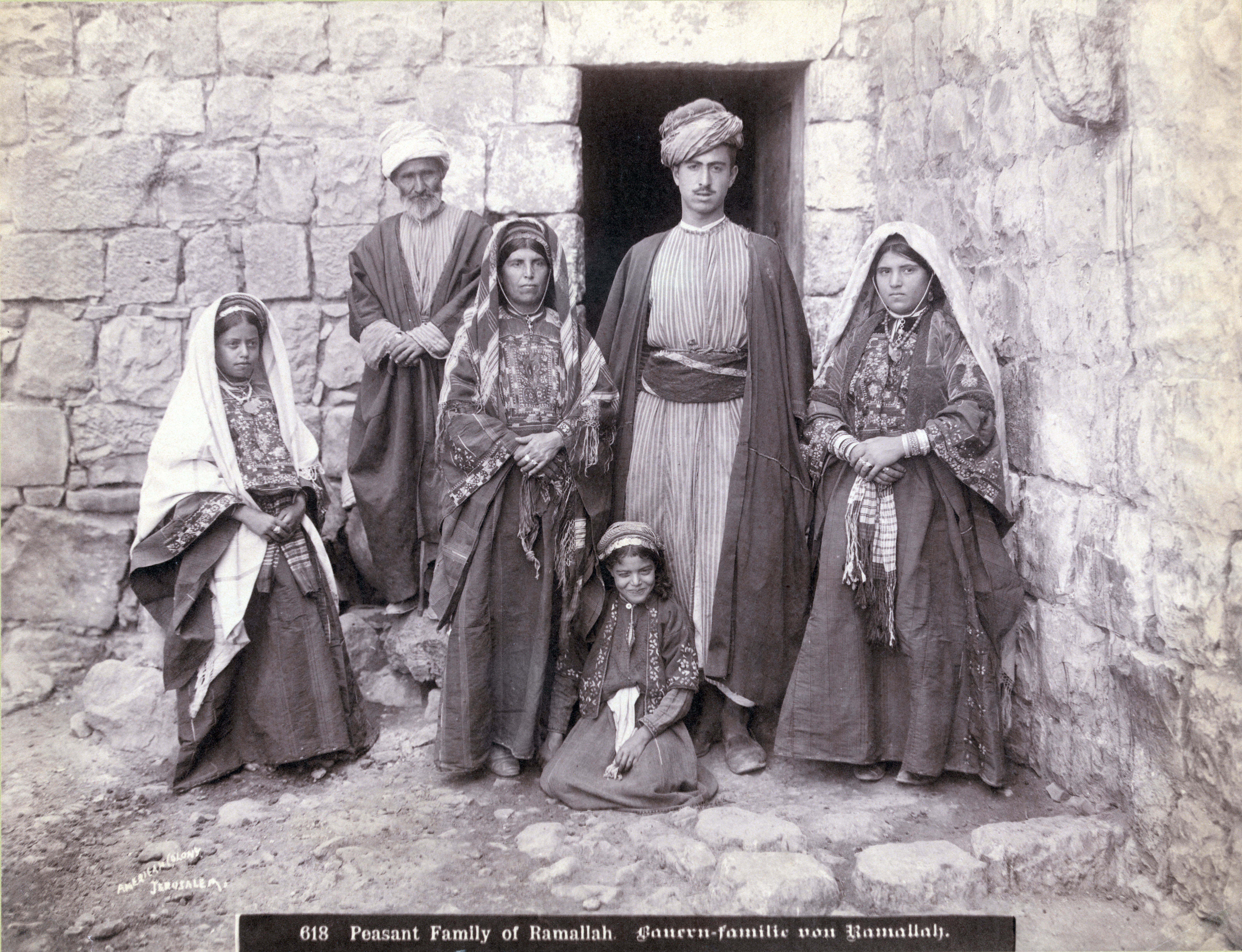
Сім'я палестинських арабів на початку XX століття.

Згідно з визначенням Організації визволення Палестини, даному в палестинській Хартії: 

Параграф 5. Палестинцями вважаються арабські громадяни, які постійно проживали в Палестині до 1947 року, незалежно від того, були вони виселені або залишилися там. Всі народжені від палестинського батька після цієї дати в Палестині або за її межами також є палестинцями.

Параграф 6. Євреї, які традиційно проживали в Палестині до сіоністського вторгнення, також повинні розглядатися як палестинці.

## Припущення про походження палестинських арабів

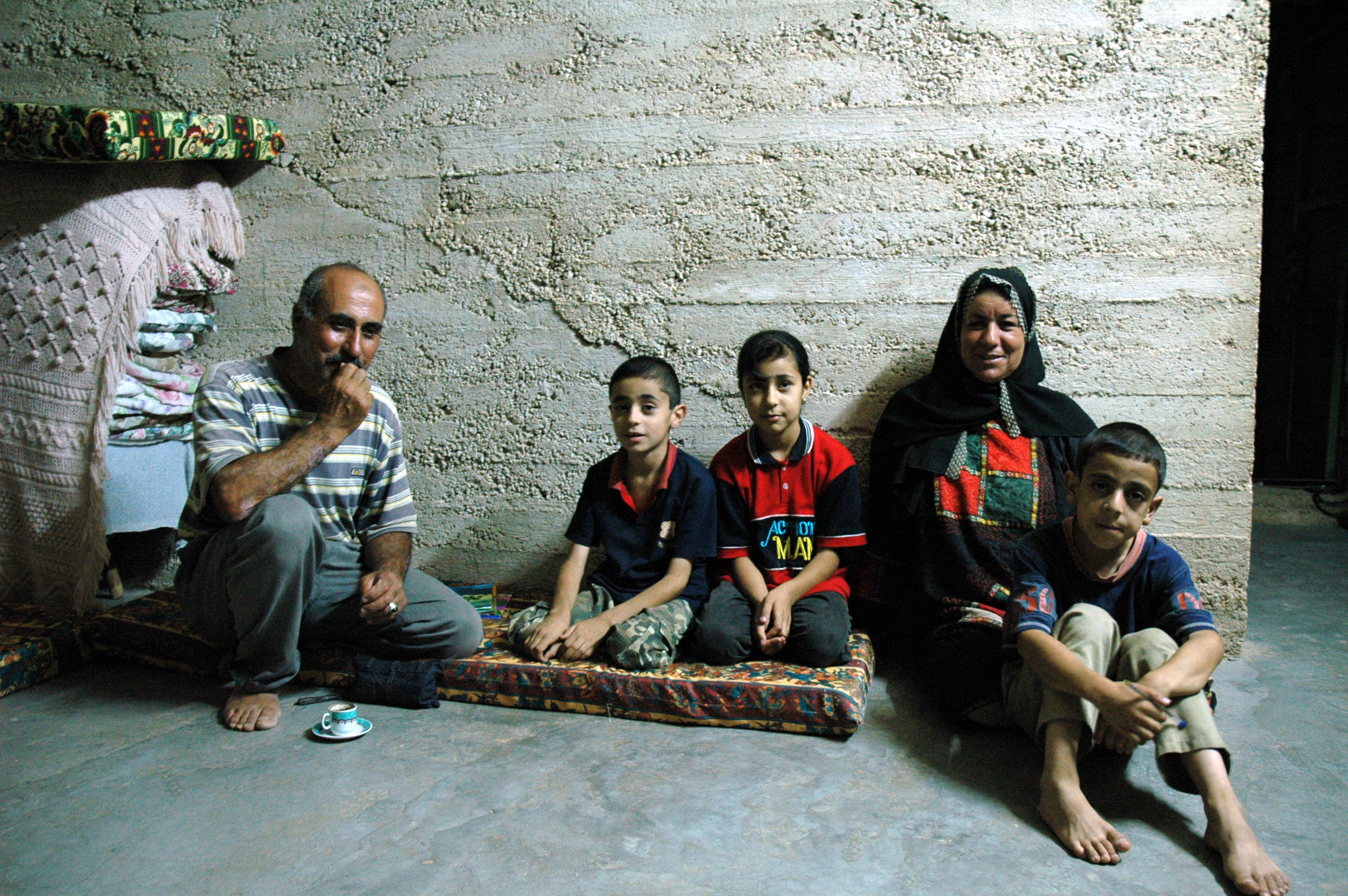
Палестинська сім'я в поселенні Янун. 2004 рік.

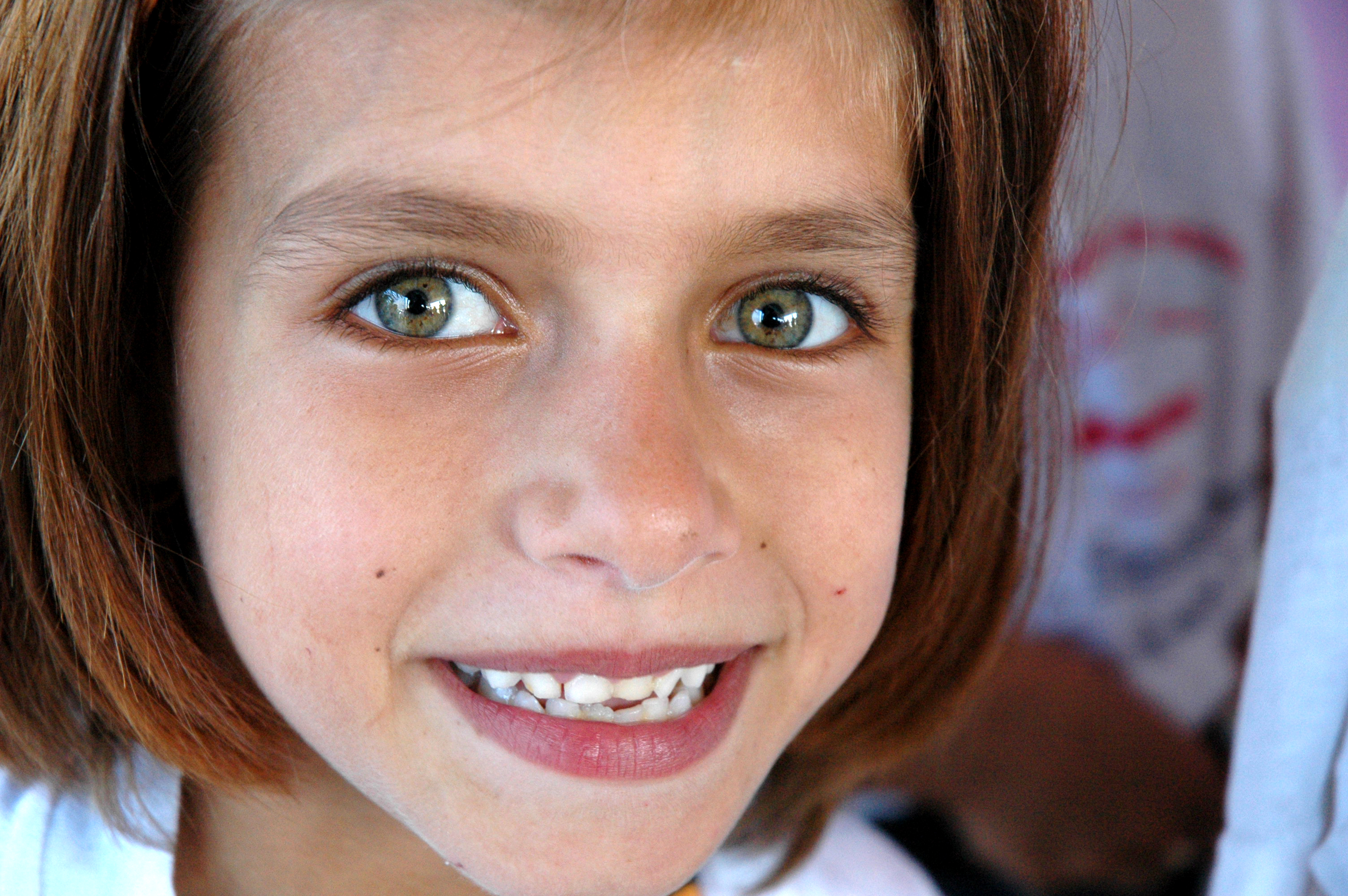
Палестинська дівчинка з Калькілії, Західний берег річки Йордан.

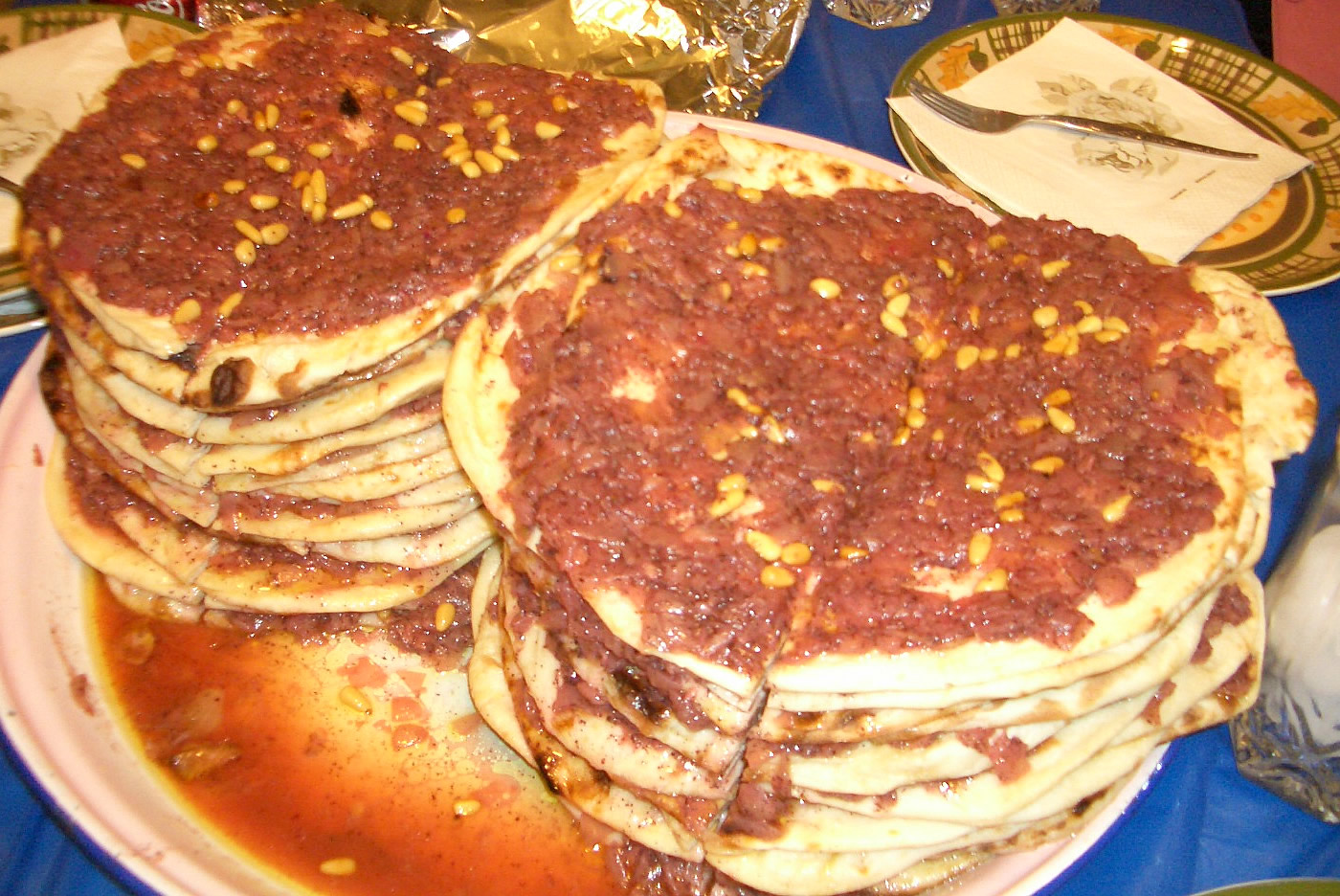
Мусахан — палестинська страва.

Деякі автори стверджують, що палестинські араби є нащадками корінних жителів Палестини, що проживали тут ще до заселення землі євреями, що сталося в XIII столітті до нашої ери. Такої думки дотримується і лівий ізраїльський політик і журналіст Урі Авнері. Згідно з цими авторам, палестинські араби — це нащадки ханаанців і філістимлян, змішані з нащадками інших народів, що вторгалися в Ханаан протягом історії — вавилонян, хетів, єгиптян, євреїв, персів, греків, римлян, арабів і турків. За цією версією в 7 столітті після вторгнення арабів, місцеве населення прийняло іслам і поступово перейшло на арабську мову.
Ясир Арафат заявляв, що він нащадок стародавнього доеврейского населення Ханаану. Це на думку палестинців доводить їхнє право на Палестину, оскільки за цією версією вони з'явилися в країні ще раніше появи євреїв, які прийшли з Єгипту.
Більшість генетичних досліджень вказує на високу схожість між генами євреїв і палестинців. На думку деяких дослідників, до 85 % палестинців мають єврейське коріння, і серед них ще недавно були поширені юдейські звичаї. Однак інші дослідники вказують на те, що в арабів взагалі (а не тільки палестинців) генетична схожість з євреями ще сильніша, ніж у палестинських арабів зокрема. При цьому, вони пропонують розглядати генетичну близькість євреїв і палестинських арабів в контексті генетичної близькості євреїв і арабів в цілому.
Джеймс Паркес, один з фахівців з історії Палестини, заперечує віднесення палестинців до якогось одного певного народу, включаючи арабів. Він писав у книзі «Чия земля?», що "до 1914 основна частина населення Палестини не мала ніяких почуттів приналежності до чого-небудь більш суттєвого, ніж до свого села, клану або конфедерації кланів. […] До цього моменту неможливо було говорити про належність [їх] до якоїсь національності, і що слово «араб» треба було використовувати обережно. Воно було застосовано до бедуїнів і до частини містян і знаті, проте не годилося для опису основної маси сільського населення селян-Фаллахів ".
Згідно з Паркесом, у XIX столітті було зібрано достатньо «надійної інформації про їхні звичаї, релігії і походження». Виявилося, що «найдавнішим елементом серед Фаллахів були не араби; коли араби прийшли в Палестину, Фаллахи вже були там». Це доводиться, за словами Паркеса, «наявністю звичаїв, які не були продуктом ісламу, а нагадували в деяких випадках пра-ізраелітську релігію, а в деяких випадках — фрагментарний єврейський звід законів»
Паркес писав: "Прибульці (араби) ніколи не були достатньо численні, щоб витіснити існуюче населення. … Можна з повною підставою сказати, що найдавніший елемент палестинських селян складається в основному з колишніх євреїв та колишніх християн. … Існують цілі села, які сьогодні мусульманські, але протягом двох останніх століть були християнськими і єврейськими.

## Заперечення існування палестинського народу
Ряд джерел заперечують існування палестинського народу як такого. Існування палестинського народу не визнають також деякі араби, як, приміром Джозеф Фара, американський журналіст, християнин арабського походження, відомий як один з найвідданіших друзів Ізраїлю у світі, і американець арабо-палестинського походження, за власним зізнанням колишній член ОВП і терорист Валід Шебат.
Аргументи прихильників цього підходу такі:
- До 1967 не відомі згадки палестинців як окремого народу;
- Не існує і не існувало раніше ні палестинської мови, ні палестинської культури, ні будь-яких інших ознак, за якими палестинських арабів можна було відрізнити від арабів Єгипту, Лівану або Йорданії;
- Навіть у той час, коли ця територія перебувала під арабським контролем, не існувало держави, званої «Палестина» і керованої палестинцями. З цього приводу один з найбільших сходознавців Бернард Льюїс сказав:[20]

З кінця існування Єврейської держави в давнину і аж до Британського мандата регіон, що нині позначається як Палестина, ніколи не був країною і не мав чітких кордонів, тільки адміністративні межі.

- Після Першої Світової війни в Єрусалимі видавалася арабська газета «Південна Сирія».[21]

За словами прем'єр-міністра Ізраїлю Голди Меїр, до проголошення держави Ізраїль в 1948 році палестинцями називали проживаючих в Палестині євреїв. Про це ж писав у своїй книзі «Місце під сонцем» ще один прем'єр-міністр Ізраїлю Біньямін Нетаньягу. При цьому «Palestine Post» була єврейської газетою, а Палестинський філармонічний оркестр — єврейським колективом. Британці називали палестинцями єврейських солдатів британської армії, зокрема бійців «Єврейської бригади». Слово «палестинці», що застосовується по відношенню до євреїв — жителям Палестини до 1948, можна зустріти в газетах і звітах того часу, а також у художніх творах, наприклад у романі відомого американського письменника Леона Юріса «Ексодус».
Існування палестинського народу заперечували також лідери арабських націоналістів. Зокрема, 1937 арабські лідери заявили членам британської Комісії Піля, що термін «Палестина» — це взагалі «вигадка сіоністів».
Член Виконкому Організації визволення Палестини, що стояла на позиціях панарабізму, Захір Мухсейн в інтерв'ю голландській газеті «Трау» сказав:

Палестинського народу не існує. Заснування палестинської держави є лише засобом продовження нашої боротьби проти держави Ізраїль за арабську єдність … Насправді немає ніякої різниці між йорданцями, палестинцями, сирійцями та ліванцями. Лише з політичних і тактичних міркувань ми говоримо про існування палестинського народу, так як арабський національний інтерес вимагає протиставити сіонізму існування окремого палестинського народу. Через тактичні міркування не може Йорданія, яка є державою з визначеними межами, пред'явити претензії на Хайфу і Яффо. Але як палестинець я, безумовно, можу вимагати Хайфу, Яффо, Беер-Шеву і Єрусалим. Однак у той момент, як ми повернемо собі наші права на всю Палестину, ми не будемо баритися ні хвилини, щоб об'єднати Палестину з Йорданією.

Аналогічне висловлювання, але з твердженням, що Палестина належить Сирії, а ніякого «палестинського народу» не існує робив також президент Сирії Хафез Асад.» Всі знають, що Палестина є ніщо інше, як південна частина Сирії "стверджував в 1956 році, перед Генеральною Асамблеєю Організації Об'єднаних Націй засновник і перший голова ОВП Ахмед Шукейрі, у той час представник Саудівської Аравії в ООН.
Генерал-лейтенант румунської розвідки Іон Міхай Пачепа, який втік на Захід, писав:

Спочатку на світ з'явився винайдений Радами так званий «палестинський народ», який нібито «потребував самовизначення». Цей термін, «палестинський народ», сфабрикований майстрами радянської дезінформації в 1964 році, коли була створена Організація Визволення Палестини (ОВП), за задумом його авторів, мав на увазі арабів, що живуть на території Палестини. Вперше він був вжитий у вступній частині палестинської хартії (декларації політичних вимог), написаної в Москві в тому ж 1964 році. Хартію затвердили 422 члени палестинського національного Ради, ретельний відбір яких проводився в КДБ.

## Біженці

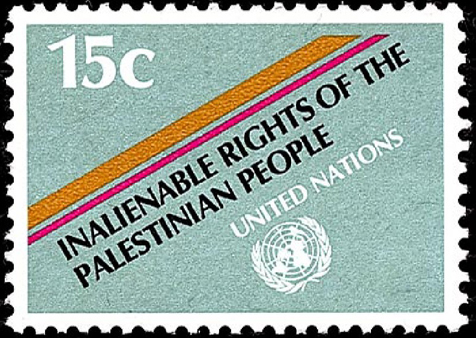
Поштова марка ООН, присвячена правам палестинського народу, 1981 (Нью -Йорк — Скотт # 343, Женева — Скотт # 98, Відень — Скотт # 17)

В ході Арабо-ізраїльської війни 1947—1949 років значна частина арабів — жителів Палестини, на заклик своїх духовних лідерів, а також з примусу ізраїльських військ, покинули місця свого проживання, що розташовані на території, визначеній для єврейської держави, відповідно до резолюції ООН про розділ Палестини, і частини території, визначеної під арабську державу і переселилися на території, визначені тією ж резолюцією для арабської держави: окуповані Йорданією Західний берег річки Йордан і окупований Єгиптом Сектор Газа. Частина палестинських арабів також емігрувала в інші арабські держави, зокрема в Сирію і Ліван. Жодна арабська держава, за винятком Йорданії, не надала переселеним на її територію палестинським арабам громадянства та супутніх прав, і не доклала зусиль для їх абсорбції, незважаючи на їхнє важке гуманітарне становище в перші роки.
Створене ООН в грудні 1949 Близькосхідне агентство ООН для допомоги палестинським біженцям і організації робіт (БАПОР) визнає як біженців переміщених під час воєн палестинців та їхніх нащадків (понад 4 млн осіб). Це єдина група вимушених мігрантів у світі, до якої застосовується правило визнання біженцями нащадків, народжених за межами країни.
За даними ООН чисельність зареєстрованих БАПОР палестинських біженців (на 31 березня 2006) —  4375050 чоловік. У тому числі в Йорданії —  1835704, в Сирії —  434896, в Лівані —  405425, на Західному березі річки Йордан —  705207, в секторі Газа —  993818 html.

## ООН
За пропозицією Генеральної Асамблеї ООН починаючи з 1978 р. 29 листопада відзначається Міжнародний день солідарності з палестинським народом. Цього дня в 1947 році Генеральна Асамблея рекомендувала план розділу Палестини.